# Wurzelhals
Als Wurzelhals wird bei Pflanzen der untere Teil des Keimstängels (Hypokotyl) bezeichnet. Dieser Teil ist häufig angeschwollen. Es ist die Übergangszone zwischen Sprossachse und (Haupt-)Wurzel. Der Wurzelhals ist zum einen mit einer Sprossepidermis bedeckt, diese bildet häufig Wurzelhalsrhizoiden (einzellige Trichome als Auswuchs der Epidermiszelle). Wurzelhalsrhizoide verankern den Sämling in der Erde und sind meist länger und langlebiger als die ansonsten ähnlichen Wurzelhaare.
Anatomisch findet im Bereich des Wurzelhalses der Übergang von der Leitbündelarchitektur der Wurzel (zentrale Stele) zu derjenigen der Sprossachse statt.